# Velimir Sombolac
Velimir Sombolac (en serbe en écriture cyrillique : Beлимиp Coмбoлaц), né le 27 février 1939 à Ljubija et mort le 22 mai 2016 à Gradiška, est un footballeur international yougoslave d'origine serbe qui évoluait au poste de défenseur.

## Biographie

### En club
Velimir Sombolac joue principalement en faveur du Partizan Belgrade et de l'Olimpija Ljubljana (en).
Il dispute un total de 158 matchs en première division yougoslave, sans inscrire de but. Il remporte quatre fois le titre de champion avec le Partizan.
Il joue également huit matchs en Coupe d'Europe des clubs champions avec le Partizan, et une rencontre en Coupe des villes de foires avec l'équipe de Ljubljana. Il atteint les quarts de finale de la Coupe d'Europe des clubs champions en 1964, en étant battu par l'Inter Milan.

### En équipe nationale
Velimir Sombolac reçoit cinq sélections en équipe de Yougoslavie lors de l'année 1960.
Il joue son premier match en équipe nationale le 1er janvier 1960, en amical contre le Maroc (victoire 0-5 à Casablanca).
Il participe avec la Yougoslavie aux Jeux olympiques d'été de 1960. Lors du tournoi olympique, il joue deux matchs : contre la Bulgarie, et l'Italie. La Yougoslavie remporte la médaille d'or lors de ces Jeux.

### Carrière d'entraîneur
Après avoir raccroché les crampons, il entraîne le club du FK Kozara Gradiška.

## Palmarès
- Partizan Belgrade
  - Championnat de Yougoslavie
    - Vainqueur : 1961, 1962, 1963 et 1965
- Yougoslavie olympique
  - Jeux olympiques d'été de 1960
    -  : Médaille d'or